# Atak słowacki na Polskę
Atak słowacki na Polskę – jeden z elementów niemieckiego planu ataku na Polskę w 1939 roku, podczas II wojny światowej. Wzięły w nim udział cztery dywizje, w sumie około 50 tysięcy słowackich żołnierzy Armii Polowej „Bernolák” pod dowództwem gen. Ferdinanda Čatloša oraz siły powietrzne w liczbie trzech dywizjonów. Wojska słowackie dotarły do okolic Nowego Targu, Krynicy i Sanoka, tracąc w sumie 29 zabitych lub zaginionych i biorąc do niewoli ok. 1350 jeńców polskich.
Jednym z rezultatów ataku była okupacja (od 21 listopada 1939 do początku 1945 roku) przez Słowację ok. 770 km² terytorium Polski – terenów dawnych Węgier, które po zakończeniu I wojny światowej i po rozpadzie Austro-Węgier w 1918 roku weszły w skład odrodzonej Polski oraz niewielkich obszarów Czechosłowacji włączonych do Polski w 1938 roku (226 km², 4280 mieszkańców).

## Geneza
14 marca 1939 roku po rozpadzie Czecho-Słowacji powstała pierwsza Republika Słowacka, której inspiratorami byli ksiądz rzymskokatolicki Jozef Tiso oraz Vojtech Tuka. Republika ta, choć Słowacy deklarowali oficjalnie niezależność, była w rzeczywistości marionetkowym państwem utworzonym dzięki wsparciu III Rzeszy. Pretekstem politycznym udziału Słowacji w niemieckiej inwazji było wymuszenie przez Polskę w październiku 1938 roku korekty granic z Czecho-Słowacją, w wyniku której Jaworzyna z częścią Tatr oraz niewielka część Orawy, która należała do Polski w latach 1918–1924 (226 km² z 3280 mieszkańcami), znalazła się w granicach Polski. Republika Słowacka zgłaszała pretensje do tych terenów. Podczas tajnych rozmów z Niemcami, które odbyły się 20–21 marca 1939 roku, słowacki rząd wyraził gotowość udziału w ataku na Polskę oraz zgodził się na wykorzystanie słowackich dróg i kolei do przerzutu niemieckich wojsk przez swoje terytorium.

## Przygotowania do wojny
Niemcy po aneksji Czechosłowacji działali bez żadnych przeszkód na teoretycznie niezależnym terytorium słowackim. W kwietniu 1939 roku, czyli jeszcze przed osiągnięciem porozumienia z rządem Słowacji w sprawie militarnego ataku na Polskę, rozpoczęli oni przygotowania na potrzeby planowanej kampanii wojennej. W niemieckim planie agresji na Polskę (Fall Weiss) Słowacja pełniła ważną rolę strategiczną. Przewidywał on dla wojsk zgrupowanych na terenie Słowacji wykonanie szerokiego manewru okrążającego na wschód od Wisły, co umożliwiało otoczenie wojsk polskich oraz zaatakowanie ich z trzech stron. Stwarzało to problemy logistyczne dla wojska polskiego, ponieważ rozciągało linię frontu i zmuszało do rozproszenia wzdłuż granic mniejszych liczebnie sił.
Dowództwo Wehrmachtu wytyczyło w zachodniej części kraju strefę ochronną, gdzie miało powstać zaplecze militarne oraz gospodarcze wspierające funkcjonowanie jednostek. Niemieccy oficerowie rozpoczęli również pracę instruktażową na potrzeby tworzonej armii słowackiej. Rząd słowacki przygotował kilka lotnisk dla Luftwaffe.

## Organizacja armii słowackiej
Do 1 września 1939 armia słowacka zmobilizowała 51 306 mężczyzn, z czego w składzie Armii Polowej „Bernolak” znalazły się 12 642 osoby. Strefa działań armii słowackiej, przydzielonej do 14 Armii dowodzonej przez gen. płk. Wilhelma Lista, leżała w sektorze operacyjnym niemieckiej Grupy Armii Południe.
Dowódca Słowackiej Armii Polowej – gen. I rangi Ferdinand Čatloš,
- 1 Dywizja Piechoty (krypt. „Jánošik”) – dowódca gen. II rangi Anton Pulanich: 4 i 5 Pułk Piechoty oraz 2 samodzielny batalion piechoty, 1 Pułk Artylerii, 2 dywizjon 4 Pułku Artylerii, 1 rozpoznawczy dywizjon kawalerii (stan na 28 sierpnia 1939). 1 września zajęła Zakopane i Polski Spisz, a następnie Nowy Targ.
- 2 Dywizja Piechoty (kryp. „Škultéty”) – dowódca ppłk Ján Imro (od 5 września – gen. II rangi Alexandr Čunderlik): 3 Pułk Piechoty oraz 1, 3 i 4 samodzielny batalion piechoty, 2 Pułk Artylerii, 2 rozpoznawczy dywizjon kawalerii (stan na 28 sierpnia 1939). 8 września zajęła na terytorium Polski Muszynę, Krynicę Zdrój, Tylicz, Białą Wodę. 16 września walczyła pomiędzy miastami Sanok i Dukla.
- 3 Dywizja Piechoty (kryp. „Rázus”) – dowódca płk dypl. Augustin Malár: 1 i 2 Pułk Piechoty oraz 5 i 6 samodzielny batalion piechoty, 3 Pułk Artylerii, 1 dywizjon 4 Pułku Artylerii, 3 rozpoznawczy dywizjon kawalerii (stan na 28 sierpnia 1939). 3 Dywizja wchodziła w skład XVIII korpusu u boku niemieckiej 3 Dywizji Górskiej i walczyła z Polakami na południe od Sanoka i Krosna do 11 września 1939 na odcinku Bukowsko – Kulaszne – Baligród – Jabłonki – Cisna.
- Grupa Szybka (kryp. „Kalinčiak”) – dowódca ppłk Ján Imro (od 5 września 1939): 1 dywizjon kawalerii, 2 dywizjon kolarzy, 3 dywizjon zmotoryzowany.
- 4 i 51 Pułk Artylerii, pociąg pancerny Bernolák (kryptonim Hrlička), Dowództwo Lotnictwa i OPL, batalion telegraficzny „Bernolák”, batalion zmotoryzowany Topol (dowódca mjr Štefan Čáni – od 3 września 1939).
- Samodzielne Bataliony Piechoty (1, 3, 4 sbp) i 21 (2, 5, 6 sbp).

## Działania wojenne

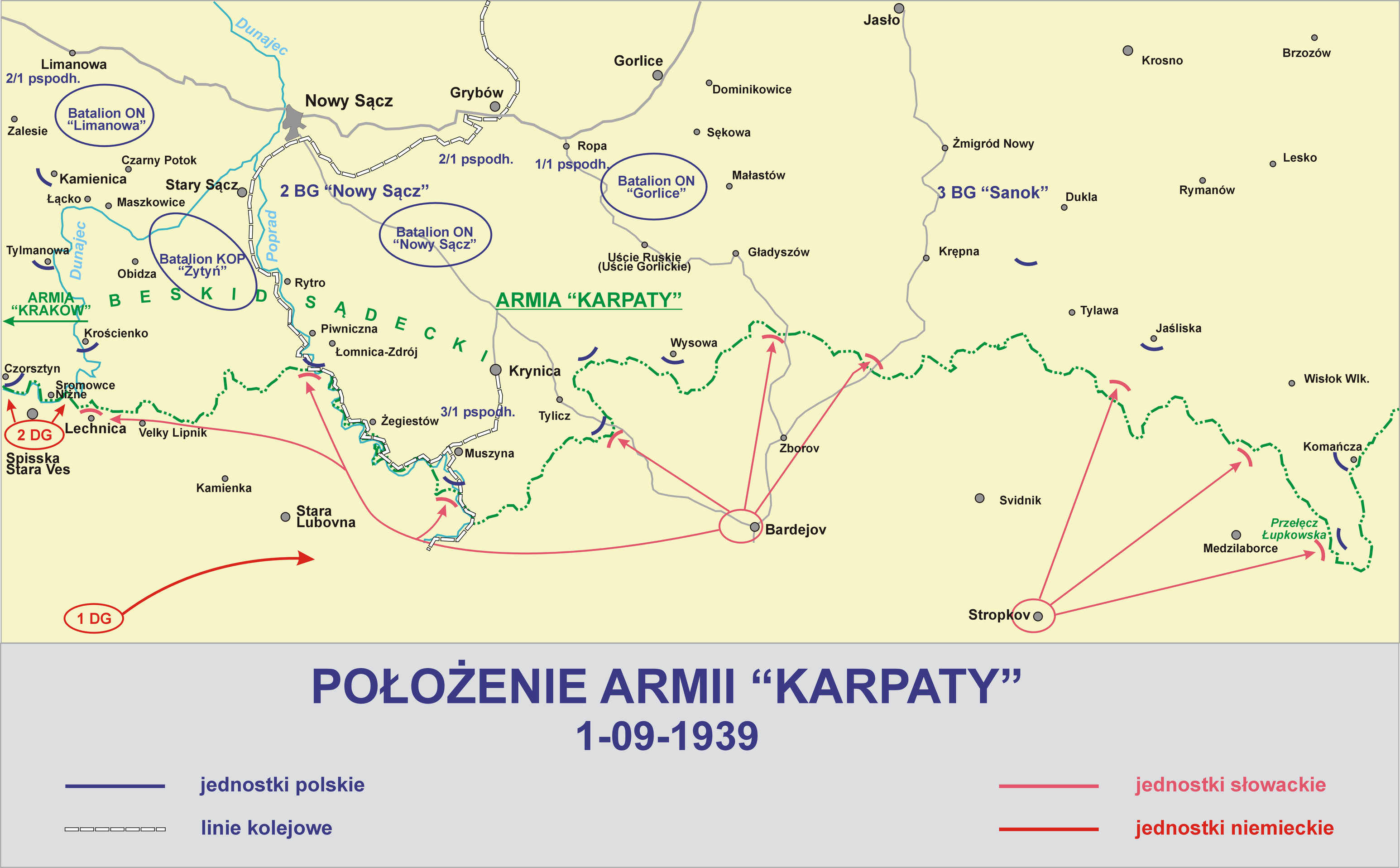
Położenie jednostek Armii „Karpaty” i jednostek niemieckich oraz słowackich 1 września 1939 r. (o świcie)

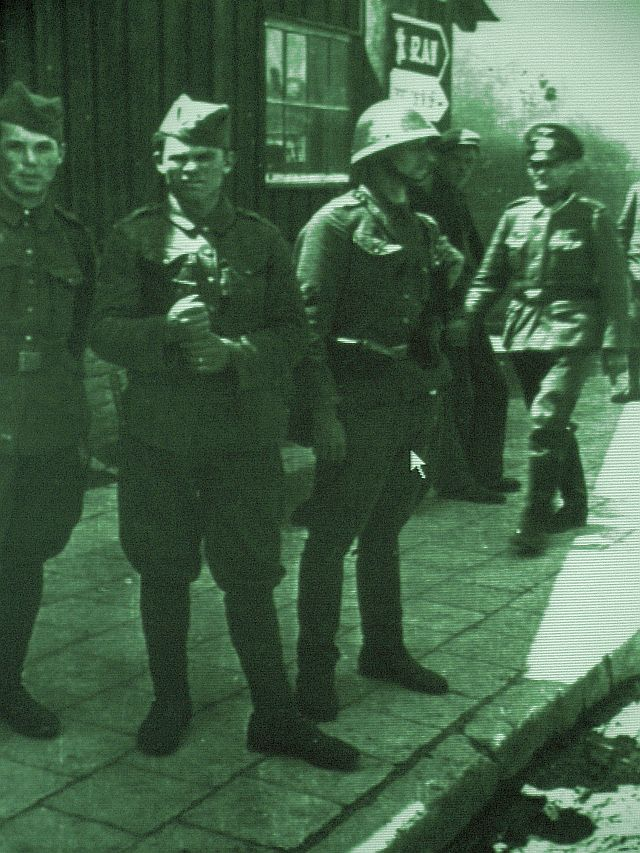
Słowaccy żołnierze w zdobytym Sanoku

1 września 1939 roku premier ksiądz Josef Tiso wydał swoim oddziałom rozkaz zaatakowania Polski bez uprzedniego wypowiedzenia jej wojny, co motywował rzekomym zagrożeniem Słowacji przez armię polską. Armia słowacka zaatakowała Polskę o godzinie 5.00 siłą trzech dywizji w kierunkach: podhalańskim, nowosądeckim i bieszczadzkim.
1 września 1939 1 Dywizja zajęła Jaworzynę oraz Niedzicę i posunęła się w ciągu kilku dni o 30 km, dochodząc 3 września wieczorem do Ochotnicy, a 4 września – do rejonu Zabrzeż – Rzeki, gdzie nawiązano kontakt ogniowy z jednostkami Armii „Karpaty”. 9 września 1939 dywizja ta powróciła na Słowację (niewielkie siły pozostały na polskim Spiszu aż do jego włączenia w granice Słowacji oraz jako wojska okupacyjne w Zakopanem). 2 Dywizja w składzie XVIII Korpusu Armijnego gen. piech. Eugena Beyera zajęła pozycje na linii Jasło – Krosno – Sanok, mając styczność bojową z jednostkami polskimi (11 KDP). Najkrwawsze walki toczyły się w okolicach Czeremchy i Ochotnicy między 2 a 5 września. 2 września 4 słowackie wozy pancerne dotarły do Tylicza, gdzie napotkały silny opór i musiały ustąpić. Tego samego dnia pluton Batalionu Obrony Narodowej „Gorlice” pod Konieczną przekroczył granicę państwową i wysadził w powietrze kamienny przepust. Również 2 września Polacy przeprowadzili kontratak do miejscowości Čertižné, powtórzony w nocy z 5 na 6 września, oraz wkroczyli do miejscowości Nižný Komárnik i Vyšný Komárnik. 5 września dowództwo słowackie wydało rozkaz utworzenia grupy szybkiej (tzw. Rychlá skupina) pod kryptonimem „Kalinčak”, jej dowództwo objął ppłk Ján Imro. Jednostka ta przekroczyła granicę polską, ale nie brała udziału w walkach. 12 września jednostki te zajęły Sanok oraz okolice.
W czasie trwania kampanii piechota słowacka zajęła pozycje, od zachodu na linii Kamienica – Zbludza – Zalesie, Jaworki – Biała Woda oraz Krynica-Zdrój – Tylicz, bez znaczącego oporu ze strony polskiej.
10 września Słowacy przekroczyli granicę w rejonie Przełęczy Radoszyckiej i Przełęczy Łupkowskiej (przebiegający pod nią tunel kolejowy został wysadzony przez Polaków w powietrze już 1 września przed południem) i zajęli Radoszyce, Komańczę, Łupków, Rzepedź i Smolnik. Wieczorem osiągnięta została przez nich linia Przybyszów – Rzepedź – Turzańsk – Huczwice – Kamionki – Rabe. Następnego dnia Słowacy zajęli rejon do linii Bukowsko – Kulaszne – Baligród – Jabłonki – Cisna. 16 września jednostki piechoty wykorzystano do umocnienia wcześniejszych pozycji na linii między miejscowościami Liszna, Jabłonki, Baligród, Sanok, Krosno i Dukla, po czym wycofano je w granice Słowacji.
W walkach od 2 września wzięły też udział siły powietrzne złożone z dwóch dywizjonów myśliwskich, mających na wyposażeniu 20 samolotów Avia B-534 oraz jeden dywizjon rozpoznawczy z dziesięcioma samolotami Letov Š-328. Wlatywały one w głąb polskiego terytorium na odległość około 80 km, nie osiągając jednak żadnych spektakularnych sukcesów podczas działań wojennych. Dochodziło też do lotów rozpoznawczych polskiego lotnictwa nad Słowacją.
W czasie kampanii wrześniowej straty armii słowackiej w Polsce wyniosły 18 zabitych, 46 rannych i 11 zaginionych. Wzięto do niewoli ok. 1350 jeńców polskich. W styczniu 1940 około 1200 z nich Słowacy przekazali Niemcom oraz Sowietom, a resztę uwięzili w obozie w miejscowości Lešť.

## Wykorzystanie terytorium Słowacji przez Wehrmacht w czasie ataku na Polskę
Większe znaczenie militarne od działania Armii Słowackiej miało udostępnienie przez rząd Słowacji swojego terytorium do przygotowania i przeprowadzenia ataku wojsk niemieckich we wrześniu 1939. Podczas tajnych rozmów z Niemcami, które odbyły się 20–21 marca 1939 roku, słowacki rząd wyraził gotowość udziału w ataku na Polskę oraz zgodził się na wykorzystanie słowackich dróg i kolei do przerzutu niemieckich wojsk przez swoje terytorium. Współpraca obu państw była ważna dla Niemców ze strategicznego punktu widzenia: umożliwiała atak z południa, zmuszając Polaków do rozciągnięcia linii obrony. Niemiecki plan Fall Weiss przewidywał dla wojsk zgrupowanych na terenie Słowacji wykonanie szerokiego manewru okrążającego na wschód od Wisły. W tym celu Niemcy zgrupowali tam lotnictwo oraz znaczną część wchodzącej w skład Grupy Armii Południe rozlokowanej na terenie Czech oraz Słowacji – 14 Armii dowodzonej przez gen. płk. Wilhelma Lista. 1 września sojusznicze wojska zaatakowały wspólnie Polskę. Słowacy byli kierowani na front w drugim rzucie lub jako jednostki uzupełniające. Zadaniem Armii Południe był atak na Śląsk i południowe tereny państwa polskiego, a potem dalszy pochód na Warszawę.

## Po kampanii
Republika Słowacka (1939–1945)
     Węgry
     III Rzesza
     Dzisiejsza granica Słowacji

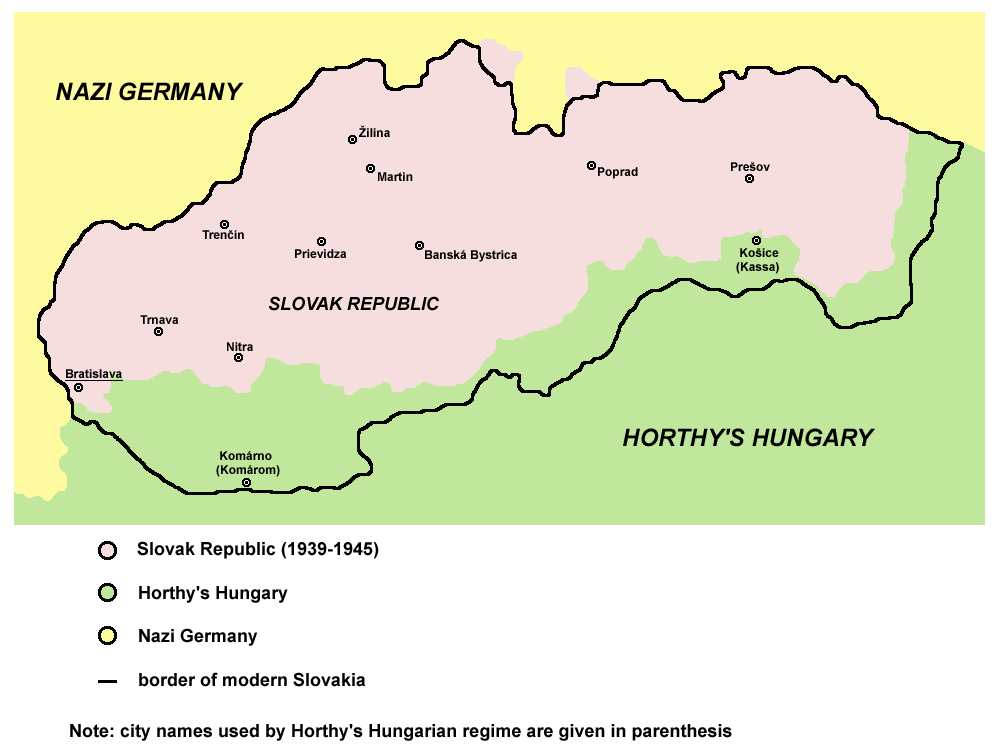
Państwo Słowackie po kampanii wrześniowej 1939:
Republika Słowacka (1939–1945)
Węgry
III Rzesza
Dzisiejsza granica Słowacji

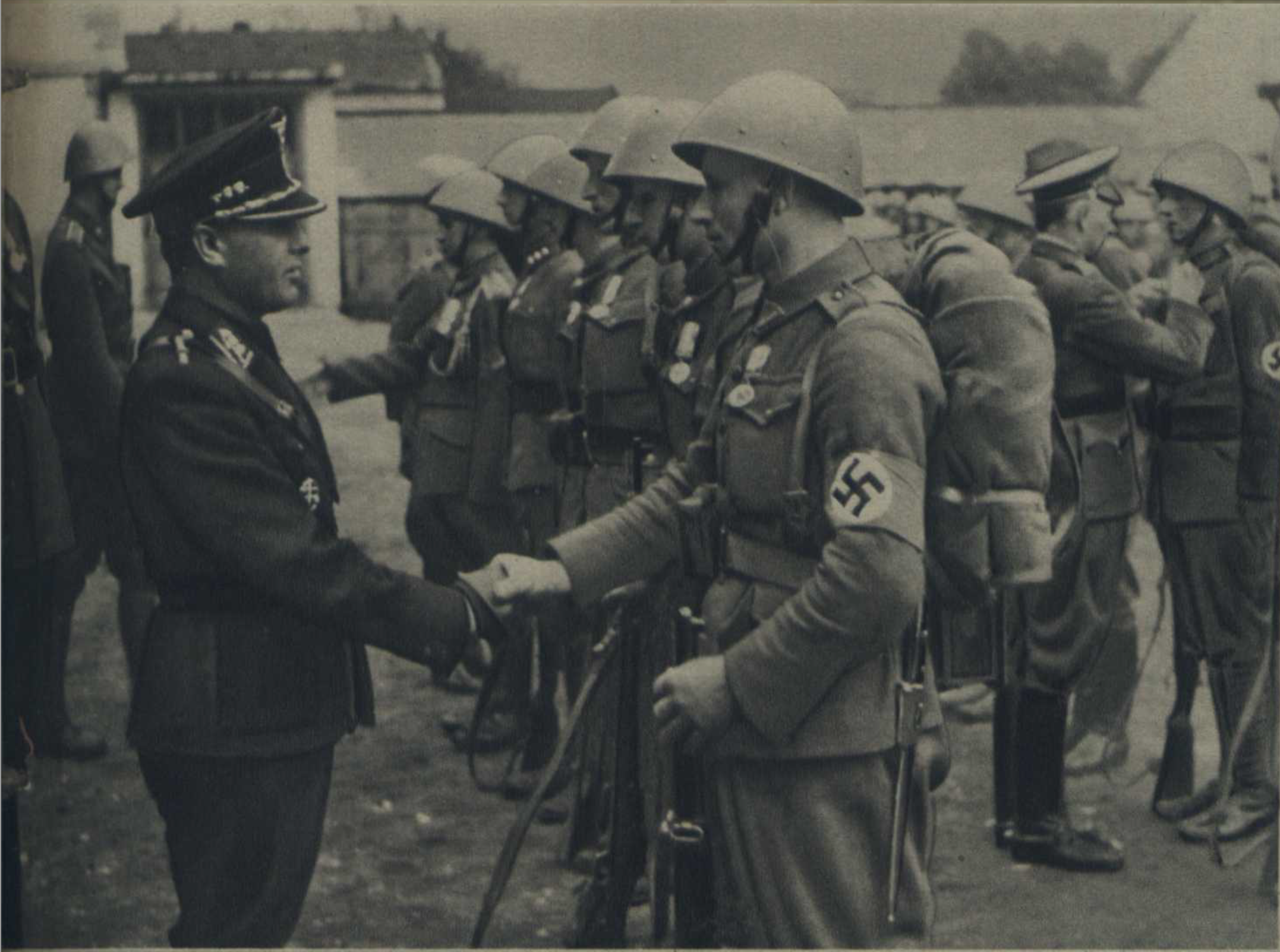
Alexander Mach odznacza żołnierzy słowackich za udział w inwazji na Polskę, październik 1939

Po zakończeniu kampanii wrześniowej Hitler wysłał list gratulacyjny na ręce prezydenta Słowacji oraz odznaczył Żelaznymi Krzyżami trzech wysokich funkcjonariuszy państwa słowackiego, w tym gen. Ferdinanda Čatloša. W Zakopanem wojska słowackie przeprowadziły uroczystą defiladę. Słowackie jednostki powróciły do kraju w końcu września 1939. 5 października odbyła się parada zwycięstwa nad Polską w Popradzie. Jednostki biorące udział w kampanii zostały zdemobilizowane, a Armia Polowa „Bernolak” została rozwiązana 7 października.
Niemcy wynagrodziły Słowację niewielkimi terenami z północnej części Spisza i Orawy (należącymi do Czechosłowacji do 1938) oraz dodatkowo blisko 30 miejscowościami z przedwojennego powiatu nowotarskiego (tereny Spiszu i Orawy, należące od 1918 do Polski, tworzące tzw. polski Spisz i polską Orawę). Słowacja okupowała w sumie 770 km² z przedwojennej Polski, czyli ok. 0,2% swego ówczesnego terytorium zamieszkanego przez 34 509 obywateli polskich (ok. 0,1% ówczesnej ludności).
Choć działania słowackiego wojska nie miały znaczenia militarnego w kampanii wrześniowej, to propaganda faszystowskiego rządu Słowacji przedstawiła je jako spektakularny sukces. Premier Tiso uznawał kampanię wrześniową, obok walki z bolszewizmem, za jedno z najważniejszych osiągnięć swojego rządu w latach 1939–1945. Księży z okupowanego Spisza i Orawy, którzy nie podpisali deklaracji lojalności z państwem słowackim, wydalano do Generalnego Gubernatorstwa bądź przenoszono do parafii położonych w głębi Słowacji, niektórych aresztowano jak np. ks. Jana Góralika z Podwilka, którego początkowo więziono, wraz z wieloma cywilami z polskiej Orawy, w Trzcianie, a potem m.in. poprzez Obóz Koncentracyjny w Buchenwaldzie, wysłano do Obozu Koncentracyjnego w Dachau, gdzie został zamordowany. Podobnie Słowacy potraktowali przedwojennych nauczycieli, jak np. Spiszaków Wojciecha Lorencowicza jak i działaczy społecznych.  Wprowadzono używanie języka słowackiego w szkołach, urzędach oraz w kościołach. Rekwirowano i niszczono polskie książki, napisy, w tym tablicę pamiątkową poświęconą Piotrowi Borowemu w Lipnicy Wielkiej.
Żandarmeria wojskowa oraz paramilitarna formacja Słowackiej Partii Ludowej – Gwardia Hlinki wyłapywały przedzierających się przez Słowację na Węgry polskich żołnierzy oraz kurierów Armii Krajowej. Aresztowanych Polaków przekazywano Niemcom lub zsyłano do obozów jenieckich na Słowacji.
Pod koniec wojny granica powróciła do stanu sprzed 1938 r.

## Oddźwięk w XXI wieku
W 2009 słowacki wicepremier Dušan Čaplovič stwierdził, że na miejscu będą wyrazy ubolewania nad smutnym faktem, że w tragicznym wrześniu 1939 r. słowaccy żołnierze weszli na terytorium Polski u boku nazistowskiej armii niemieckiej, stąd wielu obywatelom Polski zapisali się w pamięci jako jeden z agresorów. Wyraził jednak opinię, że dzisiejsza Republika Słowacka nie jest prawnym ani historycznym następcą wojennego Państwa Słowackiego, a udział Słowacji w kampanii wrześniowej był narzucony przez zwierzchnie mocarstwo, podobnie jak udział PRL w interwencji w Czechosłowacji w 1968.